# Русская национально-автономная партия
Русская национально-автономная партия (РНАП; чеш. Ruská nacionálně-autonomní strana), также Русская национально-автономная народная партия — крайне правая политическая партия входившей в состав Чехословакии Подкарпатской Руси, существовавшая в 1930-е годы и придерживавшаяся профашистской, и антисоветской ориентации.

## История
Основателем партии был Степан Фенцик — греко-католический священник, лишённый сана за политическую деятельность. Партия появилась в Мукачево в связи с парламентскими выборами 1935 года в Чехословакии. 
Партия активно сотрудничала с российской белой эмиграцией и русскими националистами, в частности, с Константином Родзаевским. Вождь партии (сам себя называвший «фюрером») Фенцик с начала 1930-х был почётным членом основанной последним Российской фашистской партии.
Основным печатным изданием РНАП была газета «Нашъ путь» (чеш. Nash puť), названная так в подражание аналогичному изданию харбинских фашистов.
Партийный лидер Фенцик в 1934—1938 годах активно сотрудничал с польской и венгерской разведками; исследователь Андрей Пушкаш утверждает, что «партия создавалась по прямому заказу польского правительства, с определенным целевым заданием». В целом, РНАП занимала сходную нишу с провенгерским Автономным земледельческим союзом, формально также декларировашим русинскую ориентацию, манипулируя идеей «автономии».  
В 1935 году Фенцик был избран в чехословацкий парламент от РНАП, а в 1938 году стал министром первого автономного правительства Подкарпатской Руси, но в результате раскрытия его провенгерской деятельности чехословацкими властями бежал в Будапешт. После передачи 2 ноября 1938 года равнинной территории Подкарпатской Руси Венгрии по Первому Венскому арбитражу функционеры РНАП во главе с Фенциком участвуют в формировании  «Русской национальной гвардии чернорубашечников», молодежной организации фашистского толка, преимущественно из числа бывших скаутов Общества им. Духновича, которые с оружием противостояли чехословацким властям, Карпатской сечи и коммунистам. В годы Второй мировой войны активные члены партии занимали посты советников при венгерских оккупационных органах власти.

## Взгляды
Члены партии были русинскими и/или русскими националистами и настаивали на создании автономии под названием Карпатская Русь для русинского национального меньшинства, а также требовали признания русинов как независимого народа. Также они придерживались антисемитских и крайне правых взглядов.

## Дальнейшая судьба партии
Потеряв со времен венгерской оккупации Закарпатья поддержку в массах, Русская национально-автономная партия была переименована в Угрорусскую национальную партию, которая со временем вошла в одну из венгерских политических партий, поддерживавших режим Хорти. Сам Фенцик в 1939 году был назначен депутатом верхней палаты венгерского парламента, где оставался до 1944 года, а после присоединения края к СССР был арестован, признан виновным в сотрудничестве с венгерскими оккупационными властями и деятельности в составе фашистских организаций. По постановлению Закарпатского областного суда приговорён к смерти, расстрелян в 1946 году.